# Morley (Ontario)
Morley es un municipio canadiense situado en la provincia de Ontario.

## Superficie
Morley tiene una superficie de 388,38 km².

## Demografía
En 2021, tenía 493 habitantes, una densidad poblacional de 1,3 hab./km², y 235 viviendas.